# سرنوشت یاران دکتر مصدق
سرنوشت یاران دکتر مصدق عنوان کتابی از عبدالرضا هوشنگ مهدوی دیپلمات، نویسنده و مترجم ایرانی است.

## موضوع کتاب
این کتاب به سرگذشت بیست تن از یاران نزدیک و همراهان محمد مصدق از جمله مهدی آذر، شمس الدین امیر علائی، مهدی بازرگان، شاپور بختیار، کاظم سامی، احمد رضوی، محمدتقی ریاحی، احمد زیرک زاده، کریم سنجابی، سید علی شایگان، محمدحسن شمشیری، اللهیار صالح، غلامحسین صدیقی، حسین فاطمی، داریوش فروهر، خسرو قشقایی، سید باقر کاظمی، عبدالله معظمی، خلیل ملکی، محمود نریمان می‌پردازد.